# Sciaphila winkleri
Sciaphila winkleri là một loài thực vật có hoa trong họ Triuridaceae. Loài này được Schltr. miêu tả khoa học đầu tiên năm 1912.